# Сулаймонов, Абубакр Абумуслимович
Абубакр Абумуслимович Сулаймонов (родился 18 сентября 2006) — таджикский футболист, полузащитник клуба «Баркчи» и национальной сборной Таджикистана.

## Клубная карьера
Воспитанник футбольной академии клуба «Баркчи». В основном составе команды дебютировал в 2023 году.

## Карьера в сборной
Выступал за сборные Таджикистана до 17 и до 20 лет.
8 сентября 2023 года дебютировал за главную сборную Таджикистана в товарищеском матче против сборной Сингапура. 11 июня 2024 года сыграл в матче отборочного турнира к чемпионату мира против сборной Пакистана.